# Вождь войны
«Вождь войны» (англ. Chief of War) — американский исторический мини-сериал, созданный Томасом Паа Сиббеттом и Джейсоном Момоа. Момоа также исполнил главную роль и стал исполнительным продюсером сериала, состоящего из девяти эпизодов. Премьера состоялась на стриминговой платформе Apple TV+ 1 августа 2025 года.

## Сюжет
Сюжет основан на исторических событиях и начинается на рубеже XVIII века, когда четыре королевства Гавайских островов находились в состоянии войны. Главным героем сериала станет Каиана, коренной гавайец и воин, который путешествует вдали от родных островов. Он возвращается домой и участвует в кровавой кампании, пока в последний момент не поднимает восстание. Объединение Гавайев происходило с 1782 по 1810 год под властью короля Камехамеха I.

## В ролях
- Джейсон Момоа — Каиана
- Темуэра Моррисон — вождь Кахекили
- Люсиан Бьюкенен[англ.] — Каахуману
- Каина Макуа — Камехамеха I
- Брэндон Финн — принц Купуле
- Джеймс Удом — Тони
- Майней Кинимака — Хеке
- Сиаоси Фонуа — Мауи
- Клифф Кертис — Кеоуа
- Брэнском Ричмонд — вождь Каланипуу
- Эролл Шанд  — капитан Джон Мирз
- Бенджамин Хотжес — Джон Янг
- Сиса Грей — Ваи

## Эпизоды
| № | Название                                            | Режиссёр      | Автор сценария                                | Дата премьеры    |
| - | --------------------------------------------------- | ------------- | --------------------------------------------- | ---------------- |
| 1 | «Вождь войны» «The Chief of War»                    | Джастин Чон   | Томас Па’а Сиббетт и Джейсон Момоа            | 1 августа 2025   |
| 2 | «Течение меняется» «Changing Tides»                 | Джастин Чон   | Томас Па’а Сиббетт, Даг Джанг и Джейсон Момоа | 1 августа 2025   |
| 3 | «Город цветов» «City of Flowers»                    | TBA           | Томас Па’а Сиббетт, Даг Джанг и Джейсон Момоа | 8 августа 2025   |
| 4 | «Город цветов. Часть 2» «Ciudad De Flores, Part II» | TBA           | Томас Па’а Сиббетт, Даг Джанг и Джейсон Момоа | 15 августа 2025  |
| 5 | «The Race of the Gods»                              | TBA           | Томас Па’а Сиббетт, Даг Джанг и Джейсон Момоа | 22 августа 2025  |
| 6 | «The Splintered Paddle»                             | TBA           | Томас Па’а Сиббетт, Даг Джанг и Джейсон Момоа | 29 августа 2025  |
| 7 | «Day of Spilled Brains»                             | TBA           | Томас Па’а Сиббетт, Даг Джанг и Джейсон Момоа | 5 сентября 2025  |
| 8 | «The Sacred Niu Grove»                              | TBA           | Томас Па’а Сиббетт, Даг Джанг и Джейсон Момоа | 12 сентября 2025 |
| 9 | «The Black Desert»                                  | Джейсон Момоа | Томас Па’а Сиббетт и Джейсон Момоа            | 19 сентября 2025 |

## Производство
В апреле 2022 года стало известно, что компания Apple TV+ заказала съёмки восьмисерийного мини-сериала, в котором Джейсон Момоа исполнит главную роль и выступит исполнительным продюсером. В том же месяце появилась информация, что Джастин Чон станет режиссёром первых двух эпизодов сериала. В октябре и ноябре было объявлено, что к актёрскому составу присоединились Темуэра Моррисон, Люсиан Бьюкенен, Те Ао о Хинепехинга, Каина Макуа, Мозес Гудс, Сиуа Икале, Брэндон Финн, Джеймс Удом, Майней Кинимака и Те Хоке Тухака.. Клифф Кертис присоединится в повторяющейся роли в феврале 2023 года.
Съёмки сериала начались в октябре 2022 года в Новой Зеландии, залив Бэй-оф-Айлендс был использован в качестве Гавайев XVIII века.